# ديفيد بي. إرفينغ
ديفيد بي. إرفينغ هو سياسي كندي، ولد في 6 أبريل 1841، وتوفي في 1922.